# 1030 Вітя
1030 Вітя (1030 Vitja) — астероїд головного поясу, відкритий 25 травня 1924 року.
Тіссеранів параметр щодо Юпітера — 3,154.